# Vasudeva Kanwa
Vásudeva Káṇwa (que reinó entre el 75 y el 66 a. C.) fue el rey que fundó la dinastía Kanva.
- वसुदेव, en escritura devánagari del sánscrito.
- vasudeva kaṇva, en el sistema AITS (alfabeto internacional de transliteración sánscrita).
- pronunciación: [vásudeva kánua][2]

Originalmente era un amatia (ministro) de Devabhuti, el último rey de la Dinastía sunga.
El rey era joven y muy mujeriego. Quizá con esa excusa Vasudeva Kanua intrigó para mandarlo matar. El Jarsha-charita de Bana Bhatta informa que en el año 73 a. C. (o en el 75 a. C.) fue asesinado por la hija de una de sus esclavas, disfrazada de reina.
Vasudeva Kanua fue sucedido por su hijo Bhumi Mitra.
A los descendientes de este Vásudeva Kanua se les llama los kanwas. 